# 26680 Wangchristi
26680 Wangchristi este un asteroid din centura principală de asteroizi.

## Descriere
26680 Wangchristi este un asteroid din centura principală de asteroizi. A fost descoperit pe 18 martie 2001 la Socorro, New Mexico, în cadrul proiectului LINEAR. Asteroidul prezintă o orbită caracterizată de o semiaxă mare de 2,56 ua, o excentricitate de 0,14 și o înclinație de 7,7° în raport cu ecliptica.